# Víctor Cantillo
Víctor Danilo Cantillo Jiménez, noto semplicemente come Víctor Cantillo (Ciénaga, 15 ottobre 1993), è un calciatore colombiano, centrocampista del Remo.

## Caratteristiche tecniche
È un centrocampista centrale.

## Carriera
Cresciuto nel settore giovanile del Atlético Nacional, ha esordito in prima squadra il 24 aprile 2013 disputando l'incontro di Copa Colombia vinto 2-0 contro il Rionegro Águilas.
Il 16 gennaio 2025 viene acquistato dall'Huracán.

## Statistiche

### Presenze e reti nei club
Statistiche aggiornate al 14 aprile 2025.
| Stagione               | Squadra                | Campionato             | Campionato | Campionato | Coppe nazionali | Coppe nazionali | Coppe nazionali | Coppe continentali | Coppe continentali | Coppe continentali | Altre coppe | Altre coppe | Altre coppe | Totale | Totale | Totale |
| Stagione               | Squadra                | Comp                   | Pres       | Reti       | Comp            | Pres            | Reti            | Comp               | Pres               | Reti               | Comp        | Pres        | Reti        | Pres   | Reti   |        |
| ---------------------- | ---------------------- | ---------------------- | ---------- | ---------- | --------------- | --------------- | --------------- | ------------------ | ------------------ | ------------------ | ----------- | ----------- | ----------- | ------ | ------ | ------ |
| 2013                   | Atlético Nacional      | A                      | 5          | 0          | CC              | 5               | 0               | CS                 | 0                  | 0                  | -           | -           | -           | 10     | 0      |        |
| 2014                   | Atlético FC            | B                      | 14         | 0          | CC              | 0               | 0               | -                  | -                  | -                  | -           | -           | -           | 14     | 0      |        |
| 2014                   | Itagui Leones          | B                      | 20         | 1          | CC              | 5               | 0               | -                  | -                  | -                  | -           | -           | -           | 25     | 1      |        |
| 2015                   | Itagui Leones          | B                      | 32         | 0          | CC              | 2               | 0               | -                  | -                  | -                  | -           | -           | -           | 34     | 0      |        |
| 2016                   | Itagui Leones          | B                      | 35         | 0          | CC              | 5               | 0               | -                  | -                  | -                  | -           | -           | -           | 40     | 0      |        |
| Totale Itagui Leones   | Totale Itagui Leones   | Totale Itagui Leones   | 87         | 1          |                 | 12              | 0               |                    | -                  | -                  |             | -           | -           | 99     | 1      |        |
| 2017                   | Deportivo Pasto        | A                      | 22         | 0          | CC              | 1               | 0               | -                  | -                  | -                  | -           | -           | -           | 23     | 0      |        |
| 2017                   | Atlético Junior        | A                      | 12         | 0          | CC              | 7               | 0               | CS                 | 6                  | 0                  | -           | -           | -           | 25     | 0      |        |
| 2018                   | Atlético Junior        | A                      | 24         | 1          | CC              | 2               | 0               | CL+CS              | 10+8               | 0                  | -           | -           | -           | 44     | 1      |        |
| 2019                   | Atlético Junior        | A                      | 49         | 3          | CC              | 3               | 0               | CL                 | 6                  | 0                  | SC          | 2           | 0           | 60     | 3      |        |
| 2020                   | Corinthians            | A1/SP+A                | 10+25      | 0          | CB              | 2               | 0               | CL                 | 2                  | 0                  | -           | -           | -           | 39     | 0      |        |
| 2021                   | Corinthians            | A1/SP+A                | 6+21       | 0+2        | CB              | 1               | 0               | CS                 | 3                  | 0                  | -           | -           | -           | 31     | 2      |        |
| 2022                   | Corinthians            | A1/SP+A                | 7+19       | 0          | CB              | 4               | 0               | CL                 | 4                  | 0                  | -           | -           | -           | 34     | 0      |        |
| 2023                   | Corinthians            | A1/SP+A                | 4+6        | 0          | CB              | 0               | 0               | CL+CS              | 2+0                | 0                  | -           | -           | -           | 12     | 0      |        |
| Totale Corinthians     | Totale Corinthians     | Totale Corinthians     | 27+71      | 0+2        |                 | 7               | 0               |                    | 11                 | 0                  |             | -           | -           | 116    | 2      |        |
| 2024                   | Atlético Junior        | A                      | 40         | 0          | CC              | 1               | 0               | CL                 | 8                  | 0                  | SC          | 2           | 0           | 51     | 0      |        |
| Totale Atlético Junior | Totale Atlético Junior | Totale Atlético Junior | 125        | 4          |                 | 13              | 0               |                    | 38                 | 0                  |             | 4           | 0           | 180    | 4      |        |
| 2025                   | Huracán                | PD                     | 2          | 0          | CA              | 0               | 0               | CS                 | 1                  | 0                  | -           | -           | -           | 3      | 0      |        |
| Totale carriera        | Totale carriera        | Totale carriera        | 353        | 7          |                 | 39              | 0               |                    | 49                 | 0                  |             | 4           | 0           | 445    | 7      |        |

### Cronologia presenze e reti in nazionale
| Cronologia completa delle presenze e delle reti in nazionale ― Colombia | Cronologia completa delle presenze e delle reti in nazionale ― Colombia | Cronologia completa delle presenze e delle reti in nazionale ― Colombia | Cronologia completa delle presenze e delle reti in nazionale ― Colombia | Cronologia completa delle presenze e delle reti in nazionale ― Colombia | Cronologia completa delle presenze e delle reti in nazionale ― Colombia | Cronologia completa delle presenze e delle reti in nazionale ― Colombia | Cronologia completa delle presenze e delle reti in nazionale ― Colombia |
| Data                                                                    | Città                                                                   | In casa                                                                 | Risultato                                                               | Ospiti                                                                  | Competizione                                                            | Reti                                                                    | Note                                                                    |
| ----------------------------------------------------------------------- | ----------------------------------------------------------------------- | ----------------------------------------------------------------------- | ----------------------------------------------------------------------- | ----------------------------------------------------------------------- | ----------------------------------------------------------------------- | ----------------------------------------------------------------------- | ----------------------------------------------------------------------- |
| 16-11-2021                                                              | Barranquilla                                                            | Colombia                                                                | 0 – 0                                                                   | Paraguay                                                                | Qual. Mondiali 2022                                                     | -                                                                       | 46’                                                                     |
| 1-2-2022                                                                | Córdoba                                                                 | Argentina                                                               | 1 – 0                                                                   | Colombia                                                                | Qual. Mondiali 2022                                                     | -                                                                       | 57’                                                                     |
| Totale                                                                  |                                                                         | Presenze                                                                | 2                                                                       |                                                                         | Reti                                                                    | 0                                                                       |                                                                         |

## Palmarès

### Club
- Campionato colombiano: 4

Atlético Nacional: 2013 (A), 2013 (C)
Atlético Junior: 2018 (C), 2019 (A)
- Copa Colombia: 2

Atlético Nacional: 2013
Atlético Junior: 2017
- Súper Liga: 1

Atlético Junior: 2019